# 渤海国論争
渤海国論争（ぼっかいこくろんそう）では、渤海について記録されている日本、中国、朝鮮の史籍文献について解説する。現在、中国と韓国・北朝鮮の学界では、『新唐書』と『旧唐書』の解釈をめぐって論争になっている。

## 概要
926年に契丹によって渤海が滅ぼされ、そのときに歴史書などをすべて失ってしまったため、中国や日本、朝鮮に残存している数少ない文献史料から紐解くしかない。

## 朝鮮史籍
一然は『三国遺事』で、大祚栄を粟末靺鞨の酋長とのみ言及し、渤海を「靺鞨ノ別種」と結論付けている。
李氏朝鮮の実学者である安鼎福は、渤海を朝鮮の歴史として扱うことは不当であるとした。